# Eremo di Sant'Onofrio (Serramonacesca)
L'eremo di Sant'Onofrio si trova a 750m s.l.m. nella Majella, nel comune di Serramonacesca, a poca distanza dall'Abbazia di San Liberatore a Majella.

## Storia
Fu costruito dai benedettini dell'abbazia di San Liberatore sfruttando alcune cavità naturali, per poi essere profondamente ampliato nel 1948, particolarmente in altezza.

## Architettura

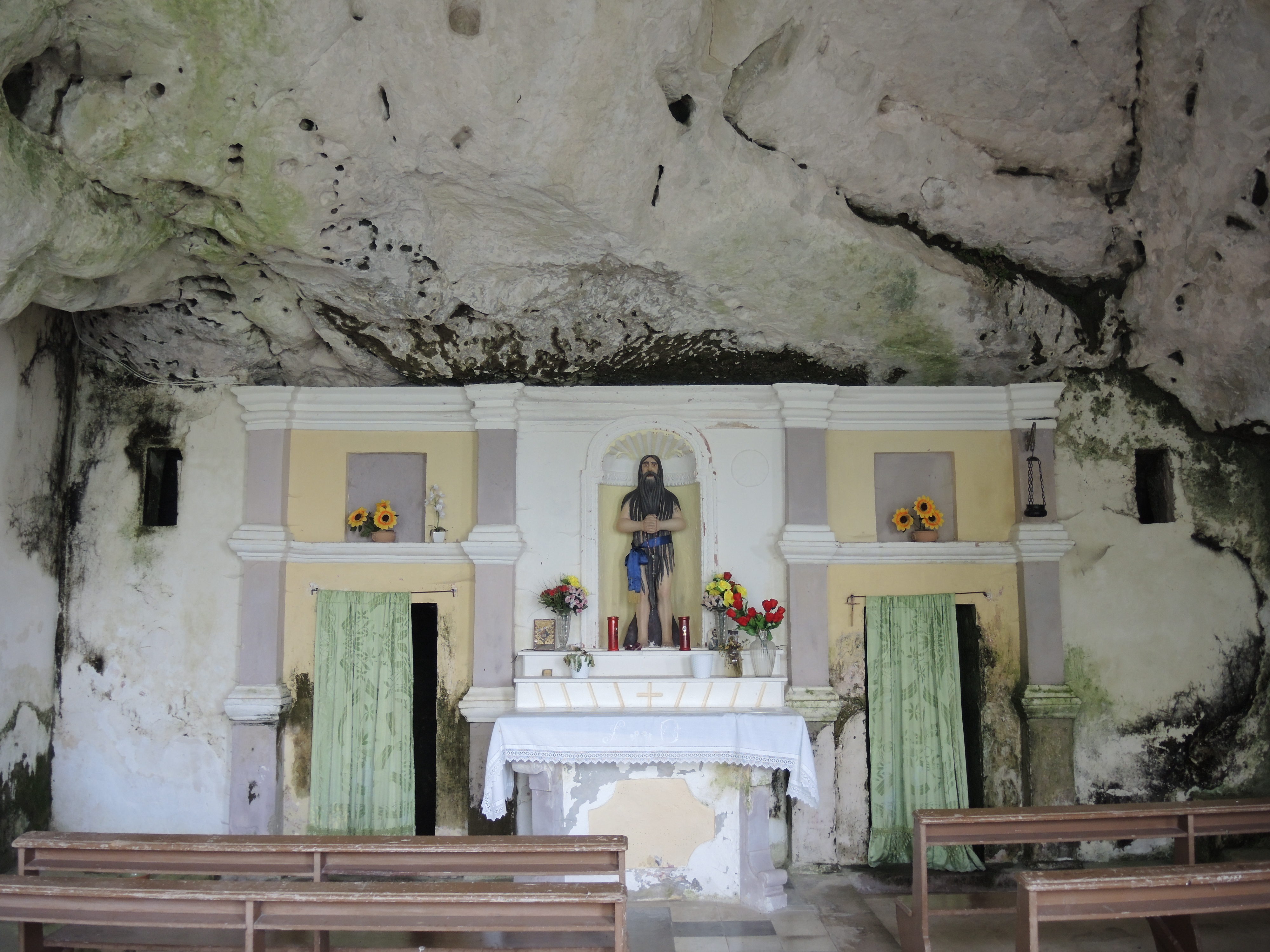
Interno

All'interno della chiesa si rileva la vecchia struttura dell'eremo, in particolare sulla parete sovrastante l'altare dove sono presenti i fori dei pali per sostenere il vecchio tetto.
Dietro l'altare due porte fanno accedere al nucleo antico dell'eremo. Superando una bassa apertura, si accede ad una grotta ancora non completamente esplorata, che conserva resti di sepolture. È presente anche un giaciglio, chiamato Culla di Sant'Onofrio, dove i fedeli si sdraiano per chiedere guarigioni.
Superando un arco, dalla chiesa si accede ad una prima stanza di transito e poi ad una seconda che fa accedere al piano inferiore, caratterizzata da una pianta trapezoidale ed una volta a botte, illuminata da una finestra posta vicino all'ingresso.